# Христенко Федір Володимирович
Федір Володимирович Христенко (нар. 11 жовтня 1983, с. Старогнатівка, Тельманівський район, Донецька область, УРСР) — український підприємець. Народний депутат України IX скл. від партії ОПЗЖ.
Заступник голови тимчасової слідчої комісії ВРУ з питань перевірки та оцінки стану Укрзалізниці, розслідування можливої бездіяльності, порушення законів управлінням підприємства, що призвели до погіршення технічного стану та виробничих показників (з 27 січня 2021).

## Життєпис
Освіта вища.
Народний депутат України на парламентських виборах 2019 року від партії ОПЗЖ (в.о. № 46, Бахмут, Лиман, частина Бахмутського району).
До повномасштабного вторгнення РФ жив у селі Романків Обухівського району Київської області. 14 лютого 2022 року виїхав з України, орендував елітну квартиру в Варшаві, де й живе.
Член Комітету Верховної Ради з питань аграрної та земельної політики.

## Розслідування

### Підозра у державній зраді
У липні 2025 року СБУ провела обшук майна Христенка, його підозрювали в державній зраді та співпраці з російськими спецслужбами. Його завербували ФСБ за часів президента Януковича, протягом тривалого часу він працював як резидент. Христенко підтримував контакт із детективом НАБУ Русланом Магамедрасуловим, якого затримала СБУ.

## Скандали
2020 року відсвяткував день народження дружини в одному з найдорожчих закладів Москви, витративши $1 млн. За словами Дениса Казанського та даними СБУ, оплатив бенкет кримінальний авторитет з Горлівки Армен Саркісян.
Відомий тим, що попри свою присутність в парламенті, 1191 раз проігнорував голосування.

## Статки
- | Федір Христенко у соціальних мережах |                                   |
|                                      | Федір Христенко на сайті Facebook |За 2019 рік задекларував готівки на 114 млн грн.[11]
- квартира площею 176 м2 у Москві[6]Засновник та керівник компаній[12]:

| Назва          | Сума в статутному капіталі | ЄДРПОУ    | Адреса |            |
| ІстГолдКапітал | 1000 грн                   | #41168596 | Київ   | Керівник   |
| ІстГолдКапітал | 1000 грн                   | #41168596 | Київ   | Засновник  |
| КарбонКапітал  | 1000 грн                   | #41174395 | Київ   | Бенефіціар |